# Postcyberpunk
Postcyberpunk – nurt w literaturze science fiction, który uważa się za powstały z ruchu cyberpunk. Jak jego poprzednik, postcyberpunk skupia się na rozwoju technologicznym w społeczeństwach niedalekiej przyszłości, analizując socjologiczne efekty powszechnej telekomunikacji, inżynierii genetycznej i nanotechnologii. Jednak w przeciwieństwie do klasycznego cyberpunku, dzieła tego gatunku prezentują bohaterów, którzy chcą poprawić warunki społeczne, lub chociaż bronić status quo przed dalszym tąpnięciem (np. po wojnie nuklearnej). W latach 90. artyści tacy jak Masamune Shirow, Stelarc, Eduardo Kac, Orlan, Zhu Yu czy Benjamin Muon wprowadzili te paradygmaty do świata performance'u.